# 拉奥孔与儿子们
拉奧孔與兒子們（拉丁語：Laocoon cum filiis），亦稱為拉奥孔群雕，是一座著名的大理石雕像，現藏於梵蒂岡博物館。該雕像根據古羅馬作家老普林尼所称是由三位来自于罗得岛的雕刻家：艾格桑德、阿提諾多洛斯（Athenodoros）及波利多魯斯（Polydorus）所創造的，表现了特洛伊祭司拉奥孔與他的兒子Antiphantes和Thymbraeus被海蛇纏繞而死的情景。

## 歷史
拉奥孔的故事曾是索福克勒斯的一部已失传的戏剧的主题，也被其他的古希腊作者提到过。拉奥孔为了表明特洛伊木马是一个诡计，用一把长矛刺向木马，不料导致杀身之祸。毒蛇是雅典娜、太阳神阿波罗或海神波塞冬派出来的。拉奥孔之死让特洛伊人相信木马是用于献祭的圣物。这一事件最著名的描述见于维吉尔的《埃涅阿斯纪》，但很可能是雕像完成之后才创作的。
雕像的创作年代众说纷纭，从公元前20年到公元160年。从罗得岛发现的Lindos雕像上的铭文表明艾格桑德和Athenedoros生活的年代为公元前42年之后，因而公元前42年至公元前20年为拉奥孔雕像的创作年代较为可信。
雕像当初可能是为一古罗马富户的居所而作，于1506年在尼禄皇帝（54年至68年在位）的金宮遗址附近被发现，表明雕像可能曾为尼禄所有。雕像也曾在提圖斯的宫殿摆放过。雕像出土后不久就被热衷古典艺术的教宗儒略二世所收罗，并放置在梵蒂冈的Belvedere花园（现为梵蒂冈博物馆的一部分）。

### 复原

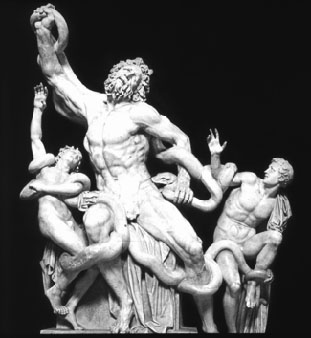
20世纪前雕像的复原正视图

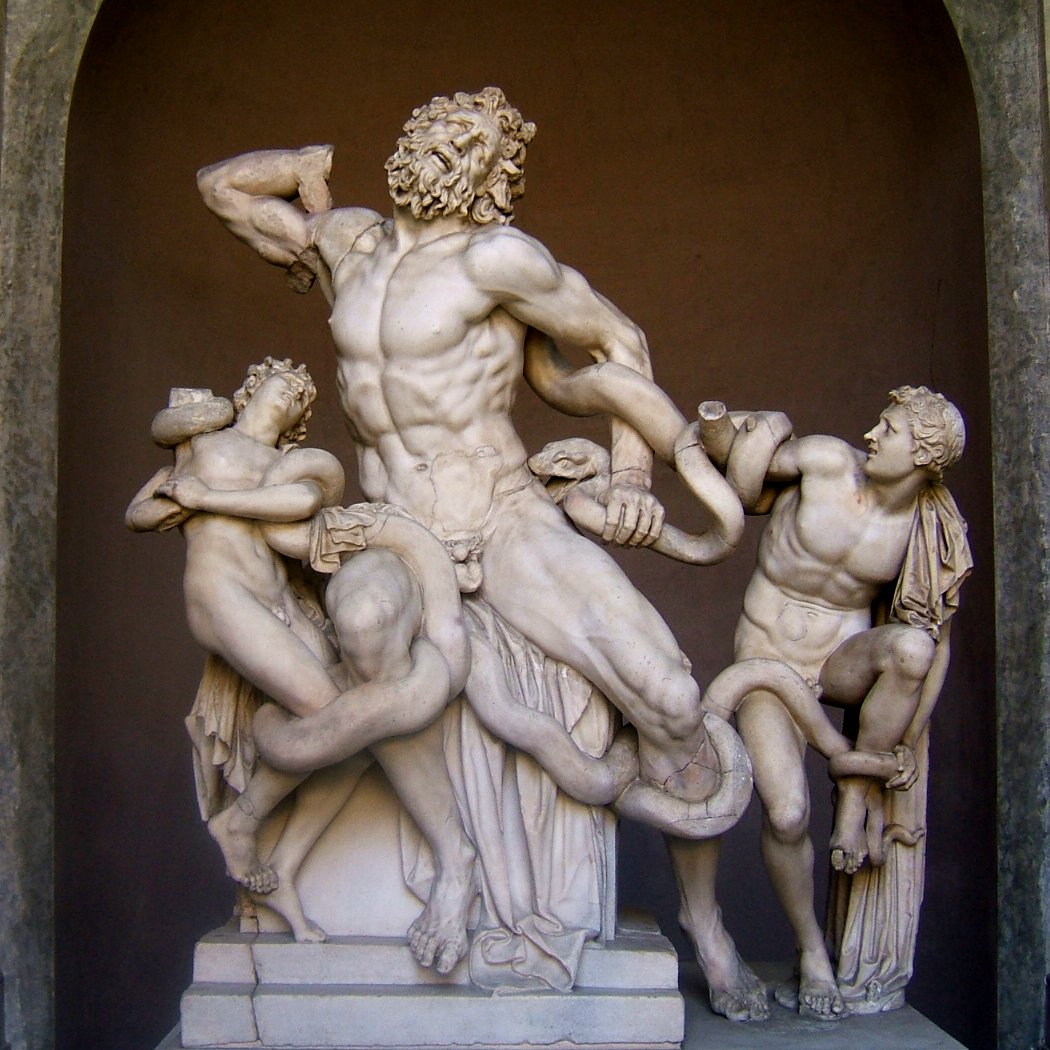
现代的正视图

发现雕像时，拉奥孔的右臂以及一个儿子的手、另一个儿子的右臂均缺失，导致艺术家与鉴定家们对于缺失部分的原有情形争辩不休。米开朗琪罗认为拉奥孔的右臂是往回折的，这样显得痛苦，而其他人则认为右臂伸展指向天空，更有英雄气概。教宗组织雕塑家们进行评议，拉斐尔作为评判。最终手臂伸展的方案胜出并被安装到雕像上。
1905年，L. Pollack 在罗马的一处建筑工地上发现了缺失的拉奥孔右臂，其正如米开朗琪罗所主张的右臂回折姿势。这条右臂现在已经重新安装到雕像上，之前装上去的儿子们的手、臂也都被移除。拆装过程中，人们发现断面、凿痕以及金属的榫头、榫口表明雕像最初比文艺复兴时代复原出来的情景更为紧凑，更像立体的金字塔形状。为人所熟知的更开放、更为平面排列的形状“明显应归因于罗马帝国时代、文艺复兴及现代的工匠们的一系列重新创作”。
雕像有许多复制品，其中很著名的一座安置在罗得岛马耳他骑士团的大殿中。很多复制品还保留着手臂伸展的姿势，但罗得岛那个已经改正了。

## 影响
拉奥孔雕像的发现，对意大利雕塑家以及意大利文艺复兴进程产生了重大影响。众所周知，米开朗琪罗曾被雕像的庞大规模以及其所表现出来的古希腊美学，尤其是其对于男性体格的表现所深深吸引。拉奥孔的影响在米开朗琪罗后期的作品中明显得到体现，例如他为教宗儒略二世墓所作的反抗的奴隶与垂死的奴隶。雕像所表现的悲剧性的高贵成为莱辛关于文学与美学的著作的一个主题，该著作是早期艺术评论的经典之一。
佛罗伦萨雕塑家巴喬·班迪內利受教宗良十世之命为雕像做一个复制品。班迪內利的版本通常会被复制成小型的青铜像，其原件现存于佛罗伦萨的烏菲茲美術館(查看 （页面存档备份，存于）)。为弗朗索瓦一世所作放置于枫丹白露宫的青铜像，是在 Francesco Primaticcio 监督下从原件翻模浇铸的，现存卢浮宫博物馆。
一座木雕戏仿了拉奥孔雕像，用三只猿猴替代了三个人物，这也许是步提香的后尘。这种做法常常被解释为讥讽 班迪內利的拙劣复制品，但也有人说是对当时人与猿猴在解剖上的相似性争论的一种看法。
1799年，当拿破仑·波拿巴征服意大利之后，雕像的原件被运送到巴黎，并放置于卢浮宫中新古典主义风格的拿破仑博物馆中。随着拿破仑的倒台，雕像于1816年由英国人还给了梵蒂冈。

### 拉奥孔作为艺术的理想
溫克爾曼写到目睹死亡与失败情景却从中欣赏艺术美的矛盾处境。在争论中最具影响力的论点来自莱辛的《拉奥孔：论绘画与诗歌的局限性》（中文译本：《拉奥孔》，朱光潜/译，人民文学出版社，1979年，ISBN 7-02-002508-0），书中通过对雕像和维吉尔诗篇的比较，论证了视觉与文字艺术的区别。他认为艺术家不可能实实在在地描述牺牲者肉体上的苦难，因为这过于痛苦。从而他们只能在描述苦难的时候仍然保持美感。
威廉·布莱克的插图画拉奥孔以最不平常的方式参与了论争，他环绕图像的四周以几种文字、向多个方向写上注解。布莱克将雕像描绘成对已失传的以色列原作的平庸拷贝，说它是“三个罗得岛人拷贝了所罗门神庙中的耶和华与他的儿子撒旦与亚当雕像，然后附会上特洛伊的自然或历史事件”。这表明布莱克认为对于古代希腊和罗马艺术的模仿是对创造性想象力的破坏，而且与犹太教-基督教注重精神的艺术形式相比较，这种古典雕像表现出平庸的自然主义。
1940年，克莱门特·格林伯格撰写了Towards a Newer Laocoön一文，提出抽象艺术为艺术家们提供了一种可相匹敌的理想形式。文章的题目2007年被 Henry Moore 基金会用作一个展览的标题，展出了现代艺术家们受雕像的影响而创作出的作品。

## 引用
- Haskell, Francis, and Nicholas Penny, 1981. Taste and the Antique: The Lure of Classical Sculpture 1500-1900 (Yale University Press), cat. no. 52, pp. 243-47 (illustrated with the extended arm).

## 延伸阅读
- Barkan, Leonard, Unearthing the Past: Archaeology and Aesthetics in the Making of Renaissance Culture, 1999, Yale University Press, ISBN 0-300-08911-2、978-0-300-08911-0
- Beard, Mary, Times Literary Supplement, "Arms and the Man: The restoration and reinvention of classical sculpture", 2 February 2001, subscription required （页面存档备份，存于）, reprinted in Confronting the Classics: Traditions, Adventures and Innovations, 2013 EBL ebooks online, Profile Books, ISBN 1-84765-888-1、978-1-84765-888-3Google Books （页面存档备份，存于）
- Boardman, John ed., The Oxford History of Classical Art, 1993, OUP, ISBN 0-19-814386-9
- "Chronology": Frischer, Bernard, Digital Sculpture Project: Laocoon, "An Annotated Chronology of the “Laocoon” Statue Group" （页面存档备份，存于）, 2009
- Clark, Kenneth, The Nude, A Study in Ideal Form, orig. 1949, various edns, page refs from Pelican edn of 1960
- Cook, R.M., Greek Art, Penguin, 1986 (reprint of 1972), ISBN 0-14-021866-1
- Farinella, Vincenzo, Vatican Museums, Classical Art, 1985, Scala
- Haskell, Francis, and Penny, Nicholas, 1981. Taste and the Antique: The Lure of Classical Sculpture 1500–1900 (Yale University Press), cat. no. 52, pp. 243–47
- Herrmann, Ariel, review of Sperlonga und Vergil by Roland Hampe, The Art Bulletin, Vol. 56, No. 2, Medieval Issue (Jun., 1974), pp. 275–277, JSTOR 3049235
- Howard, Seymour, "Laocoon Rerestored", American Journal of Archaeology, Vol. 93, No. 3 (Jul., 1989), pp. 417–422, JSTOR 505589
- Isager, Jacob, Pliny on Art and Society: The Elder Pliny's Chapters On The History Of Art, 2013, Routledge, ISBN 1-135-08580-3、978-1-135-08580-3, Google Books （页面存档备份，存于）
- Rice, E. E., "Prosopographika Rhodiaka", The Annual of the British School at Athens, Vol. 81, (1986), pp. 209–250, JSTOR 30102899
- Spivey, Nigel (2001), Enduring Creation: Art, Pain, and Fortitude （页面存档备份，存于）, University of California Press, ISBN 0-520-23022-1、978-0-520-23022-4
- Smith, R.R.R., Hellenistic Sculpture, a handbook, Thames & Hudson, 1991, ISBN 0500202494
- Stewart, A., "To Entertain an Emperor: Sperlonga, Laokoon and Tiberius at the Dinner-Table", The Journal of Roman Studies, Vol. 67, (1977), pp. 76–90, JSTOR 299920
- "Volpe and Parisi": Digital Sculpture Project: Laocoon. "Laocoon: The Last Enigma" （页面存档备份，存于）, translation by Bernard Frischer of Volpe, Rita and Parisi, Antonella, "Laocoonte. L'ultimo engima," in Archeo 299, January 2010, pp. 26–39
- Warden, P. Gregory, "The Domus Aurea Reconsidered", Journal of the Society of Architectural Historians, Vol. 40, No. 4 (Dec., 1981), pp. 271–278, doi:10.2307/989644, JSTOR 989644